# Konzervativní strana lidová
Konzervativní strana lidová byla česká klerikální katolická strana v Čechách. V lednu 1919 se strana sloučila do české části Československé strany lidové v čele s Františkem Šabatou.